# Talupes vicinus
Talupes vicinus là một loài bọ cánh cứng trong họ Cerambycidae.